# Hormopeza hadrocerca
Hormopeza hadrocerca är en tvåvingeart som beskrevs av Sinclair 1995. Hormopeza hadrocerca ingår i släktet Hormopeza och familjen dansflugor. Inga underarter finns listade i Catalogue of Life.